# Albert Abraham Michelson
Albert Abraham Michelson (Strzelno, Poljska, 19. prosinca 1852. – Pasadena, Kalifornija, 9. svibnja 1931.), američki fizičar poljskog porijekla. Godine 1873. diplomirao je na Pomorskoj akademiji u Annapolisu, Maryland, gdje je do 1879. bio znanstveni instruktor i gdje je započeo s radom na problemu točnoga mjerenja brzine svjetlosti, što mu je bila znanstvena strast do kraja života. Zbog usavršavanja u optičkim metodama, otišao je 1880. u Europu, gdje je proveo dvije godine u Berlinu, Heidelbergu i Parizu. Nakon povratka u SAD bio je profesor fizike u Clevelandu i Worcesteru, a zatim do umirovljenja na novoosnovanome Sveučilištu Chicago. Poznat je po interferometrijskome mjerenju gibanja Zemlje prema hipotetičnome eteru i dokazu da je brzina svjetlosti temeljna prirodna konstanta. Za konstrukciju interferometra, što nosi njegovo ime, te za niz spektroskopskih i metroloških otkrića dobio je 1907. Nobelovu nagradu za fiziku, kao prvi Amerikanac u povijesti te nagrade. Osim mjerenja eterskoga pomaka, koje je nedvojbeno dokazalo da hipotetski eter ne postoji (Michelson-Morleyjev pokus), dobio je i najtočniji podatak toga doba za brzinu svjetlosti usavršenom metodom Foucaultova rotirajućeg zrcala (1879.), definirao je i mjerio etalon metra brojem valnih duljina crvene svjetlosti emitirane od pobuđenih kadmijevih atoma (1893.), mjerio promjer zvijezde Betelgez s pomoću interferometra i teleskopa (1920.), što je bilo jedno od prvih preciznih mjerenja u astronomiji. Bio je predsjednik Nacionalne akademije znanosti SAD-a (od 1923. do 1927.). Jedan od Mjesečevih kratera nosi njegovo ime. Godine 1887. Michelson i Edward Williams Morley proveli su Michelson-Morleyjev pokus koji je potresao klasičnu fiziku i stvorio pretpostavke za osmišljavanje teorije relativnosti.

## Michelson-Morleyjev pokus
Michelson-Morleyjev pokus je najznačajniji i najutjecajniji pokus s takozvanim nultim rezultatom u povijesti znanosti, izveden 1887. u Clevelandu u suradnji A. A. Michelsona i E. W. Morleyja. Pokus je bio namijenjen utvrđivanju relativne brzine gibanja Zemlje u odnosu na eter, hipotetičko sredstvo kojim se, kako se vjerovalo, šire valovi svjetlosti. Tijekom pokusa osjetljivi Michelsonov interferometar indirektno je uspoređivao duljine putova svjetlosti, koja se gibala u dva međusobno okomita smjera: u smjeru gibanja Zemlje oko Sunca i okomito na taj smjer. Ideja pokusa bila je jednostavna: ako je brzina svjetlosti stalna s obzirom na pretpostavljeni eter kroz koji se Zemlja giba, onda bi se njezino gibanje moglo utvrditi uspoređivanjem brzine svjetlosti u smjeru gibanja Zemlje, gdje bi trebalo doći do zbrajanja brzine svjetlosti i brzine gibanja Zemlje, s brzinom svjetlosti pod pravim kutom prema smjeru gibanja Zemlje. Međutim, razlike nije bilo, otuda naziv nulti rezultat. Izostanak tog učinka obesnažio je stoljetnu teoriju o postojanju etera i pridonio spoznaji kako je brzina svjetlosti univerzalna konstanta. Premda nije pouzdano potvrđeno da je Albert Einstein u oblikovanju teorije relativnosti 1905. pošao baš od toga rezultata, pokus je omogućio prihvaćanje nove fizike i novih pojmova prostora i vremena u usporedbi s klasičnom Newtonovom fizikom.